# ФК «Десна» в сезоне 2013/2014
«Десна» — украинский футбольный клуб из Чернигова.
Сезон 2013/14 годов стал для «Десны» 23-м в чемпионатах Украины и 21-м в розыгрышах Кубка Украины. Это 10-й сезон команды в первой лиге, а также 53-й год со дня основания футбольного клуба.

## Клуб

### Руководство клуба
- Президент: Алексей Чеботарёв[1]
- Исполнительный директор: Игорь Ушарук[2]
- Начальник команды: Виталий Клеймёнов[3]
- Администратор: Роман Шурупов[4]

### Тренерский и медицинский штаб
| Должность                       | Имя                 | Дата рождения   |
| ------------------------------- | ------------------- | --------------- |
| Главный тренер                  | Александр Рябоконь  | 21 февраля 1964 |
| Тренер                          | Александр Приходько | 11 апреля 1966  |
| Тренер вратарей                 | Юрий Овчаров        | 19 марта 1966   |
| Тренер по физической подготовке | Олег Томашевский    | 15 марта 1970   |
| Врач                            | Виталий Рахинский   |                 |
| Массажист                       | Виктор Литвин       | 8 января 1976   |

|  |

### Форма
| Поставщик формы           | Поставщик формы | \| Основная \| \| Резервная \| Резервная \| | \| Основная \| \| Резервная \| Резервная \| | \| Основная \| \| Резервная \| Резервная \| | \| Основная \| \| Резервная \| Резервная \| | \| Основная \| \| Резервная \| Резервная \| |
| ------------------------- | --------------- | ------------------------------------------- | ------------------------------------------- | ------------------------------------------- | ------------------------------------------- | ------------------------------------------- |
| Nike                      |                 | \| Основная \| \| Резервная \| Резервная \| | \| Основная \| \| Резервная \| Резервная \| | \| Основная \| \| Резервная \| Резервная \| | \| Основная \| \| Резервная \| Резервная \| | \| Основная \| \| Резервная \| Резервная \| |
| Матчи в форме по турнирам |                 |                                             |                                             |                                             |                                             |                                             |
| FavBet Лига 1             | FavBet Лига 1   | 9 (+3=1−5)                                  | 9 (+3=1−5)                                  | 7 (+4=0−3)                                  | 9 (+4=0−5)                                  | 5 (+3=1−1)                                  |
| Кубок Украины             | Кубок Украины   | 1 (+1=0−0)                                  | 1 (+1=0−0)                                  | 0                                           | 3 (+1=1−1)                                  | 0                                           |
| Итого                     | Итого           | 10 (+4=1−5)                                 | 10 (+4=1−5)                                 | 7 (+4=0−3)                                  | 12 (+5=1−6)                                 | 5 (+3=1−1)                                  |
| Основная                  |                 | Резервная                                   | Резервная                                   |                                             |                                             |                                             |

## Трансферы

### Пришли в клуб
| Дата                                  | Поз.         | Имя                    | Из клуба                   | Сумма           | Контракт   | *                    |
| ------------------------------------- | ------------ | ---------------------- | -------------------------- | --------------- | ---------- | -------------------- |
| Летнее трансферное окно (2013 г.)     |              |                        |                            |                 |            |                      |
| 2 июля 2013                           | полузащитник | Павел Щедраков         | Говерла (Ужгород)          | свободный агент | постоянный | [ 11 ]               |
| 2 июля 2013                           | защитник     | Тимур Рустамов         | Скала (Стрый)              | свободный агент | постоянный | [ 12 ]               |
| 13 июля 2013                          | вратарь      | Олег Шевченко          | Володарка                  | свободный агент | постоянный | [ 13 ]               |
| 13 июля 2013                          | полузащитник | Леван Гулордава        | Арсенал (Киев)             | свободный агент | постоянный | [ 13 ]               |
| 1 августа 2013                        | нападающий   | Михаил Козак           | посл.кл. Сталь (Алчевск)   | свободный агент | постоянный | [ 14 ]               |
| 1 августа 2013                        | нападающий   | Николай Агапов         | Колос (Зачепиловка)        | свободный агент | постоянный | [ 14 ] [ 15 ] [ 16 ] |
| 20 сентября 2013                      | защитник     | Андрей Смалько         | Звезда (Кировоград)        | свободный агент | постоянный | [ 17 ]               |
| 20 сентября 2013                      | нападающий   | Андрей Кругляк         | Нива (Тернополь)           | свободный агент | постоянный | [ 17 ]               |
| Зимнее трансферное окно (2013/14 гг.) |              |                        |                            |                 |            |                      |
| 18 февраля 2014                       | нападающий   | Александр Деребчинский | Буковина (Черновцы)        | свободный агент | постоянный | [ 18 ]               |
| 27 февраля 2014                       | полузащитник | Виталий Грицай         | Сталь (Алчевск)            | свободный агент | постоянный | [ 19 ]               |
| 27 февраля 2014                       | полузащитник | Антон Крамар           | Севастополь                | свободный агент | постоянный | [ 20 ] [ 21 ]        |
| 25 марта 2014                         | защитник     | Анатолий Бурлин        | Сталь (Днепродзержинск)    | свободный агент | постоянный | [ 22 ]               |
| 29 марта 2014                         | защитник     | Вадим Малюк            | посл.кл. Ворскла (Полтава) | свободный агент | постоянный | [ 23 ] [ 24 ]        |

|  |  |  |  |

### Ушли из клуба
| Дата                                  | Поз.         | Имя             | В клуб                  | Сумма            | Контракт         | *             |
| ------------------------------------- | ------------ | --------------- | ----------------------- | ---------------- | ---------------- | ------------- |
| Летнее трансферное окно (2013 г.)     |              |                 |                         |                  |                  |               |
| 13 июля 2013                          | вратарь      | Артём Белошапка | Сумы                    | свободный агент  | постоянный       | [ 13 ]        |
| 13 июля 2013                          | вратарь      | Андрей Радь     | Боры (Бориничи)         | свободный агент  | постоянный       | [ 13 ]        |
| 2013                                  | полузащитник | Богдан Кобец    | завершил карьеру        | завершил карьеру | завершил карьеру |               |
| 16 августа 2013                       | нападающий   | Дмитрий Бровкин | УкрАгроКом (Головковка) | свободный агент  | постоянный       | [ 25 ]        |
| Зимнее трансферное окно (2013/14 гг.) |              |                 |                         |                  |                  |               |
| 22 января 2014                        | защитник     | Иван Белый      | Карьер (Старый Самбор)  | свободный агент  | постоянный       | [ 26 ]        |
| 22 января 2014                        | полузащитник | Роман Луценко   | Николаев                | свободный агент  | постоянный       | [ 26 ]        |
| 22 января 2014                        | нападающий   | Андрей Малюк    | Вектор (Богатыревка)    | свободный агент  | постоянный       | [ 26 ]        |
| 8 февраля 2014                        | нападающий   | Андрей Кругляк  | Арсенал (Киев)          | свободный агент  | постоянный       | [ 27 ]        |
| 25 марта 2014                         | защитник     | Тимур Рустамов  | Нива (Тернополь)        | свободный агент  | постоянный       | [ 28 ]        |
| 24 апреля 2014                        | полузащитник | Леван Гулордава | Зугдиди                 | свободный агент  | постоянный       | [ 29 ] [ 30 ] |

## Хронология сезона
- 1 июля 2013 г. «Десна» отправилась на тренировочный сбор в Счастливое (Киевская область)[31].
- 3 июля 2013 г. «Десна» сыграла первый контрольный матч с «Динамо-2». Игра завершилась поражением «Десны» со счётом 0:2[32].
- 8 июля 2013 г. В последнем товарищеском матче перед стартом чемпионата «Десна» победила «Арсенал-Киевщину» со счётом 2:1.
- 14 июля 2013 г. «Десна» сыграла вничью (0:0) с «Динамо-2» в первом календарном матче после возвращения в первую лигу[33].
- 20 июля 2013 г. На 90+4 минуте матча с краматорским «Авангардом» Юрий Фурта забил первый гол «Десны» в сезоне[34].
- 27 июля 2013 г. В матче третьего тура «Десна» одержала первую победу в чемпионате Украины сезона 2013/14, обыграв на своём поле армянский «Титан» со счётом 3:1[35].
- 7 августа 2013 г. Гостевой победой со счётом 3:1 над «Энергией» (Новая Каховка) «Десна» стартовала в розыгрыше Кубка Украины[36].
- 30 октября 2013 г. После победы в серии послематчевых пенальти над запорожским «Металлургом» «Десна» впервые в истории вышла в 1/4 финала Кубка Украины[37].
- 23 ноября 2013 г. Команда сыграла последний официальный матч в 2013 году. В выездном матче 20-го тура «Десна» проиграла команде «УкрАгроКом» со счётом 0:1[38].
- 15 января 2014 г. «Десна» начала подготовку к весенней части сезона[39].
- 16 января 2014 г. «Десна» сыграла первый матч на Мемориале Макарова-2014. Со счётом 2:0 был обыгран киевский РВУФК[39].
- 26 января 2014 г. «Десна» выиграла турнир памяти Олега Макарова, одержав победу в финальном матче с «Динамо-2» (2:1)[40].
- 5 февраля 2014 г. Команда отправилась на тренировочный сбор в Крым.
- 25 февраля 2014 г. «Десна» отправилась на тренировочный сбор в Турцию[41].
- 2 марта 2014 г. «Десна» сыграла первый матч на учебно-тренировочном сборе в Турции с российской командой «Спартак-Нальчик» (2:3)[42].
- 5 марта 2014 г. «Десна» одержала победу в товарищеском матче со сборной Кыргызстана (2:0)[43].
- 8 марта 2014 г. «Десна» обыграла вице-чемпиона Белоруссии «Шахтёр» (Солигорск) со счётом 3:0[44].
- 11 марта 2014 г. Последний матч на сборе в Турции с российским клубом «Калуга» завершился поражением «Десны» со счётом 2:3[45].
- 26 марта 2014 г. Домашним поражением со счётом 0:2 от донецкого «Шахтёра» на стадии 1/4 финала «Десна» завершила выступления в розыгрыше Кубка Украины[46]. На матче присутствовали 14 150 зрителей, что стало рекордом посещаемости команды в сезоне.
- 29 марта 2014 г. В своём первом матче чемпионата Украины после зимнего перерыва команда проиграла футбольному клубу «Полтава» со счётом 1:2.
- 31 мая 2014 г. Домашним поражением 0:1 от ахтырского «Нефтяника» «Десна» завершила сезон 2013/14. Команда заняла 5-е место в первой лиге.

### Статистика игроков

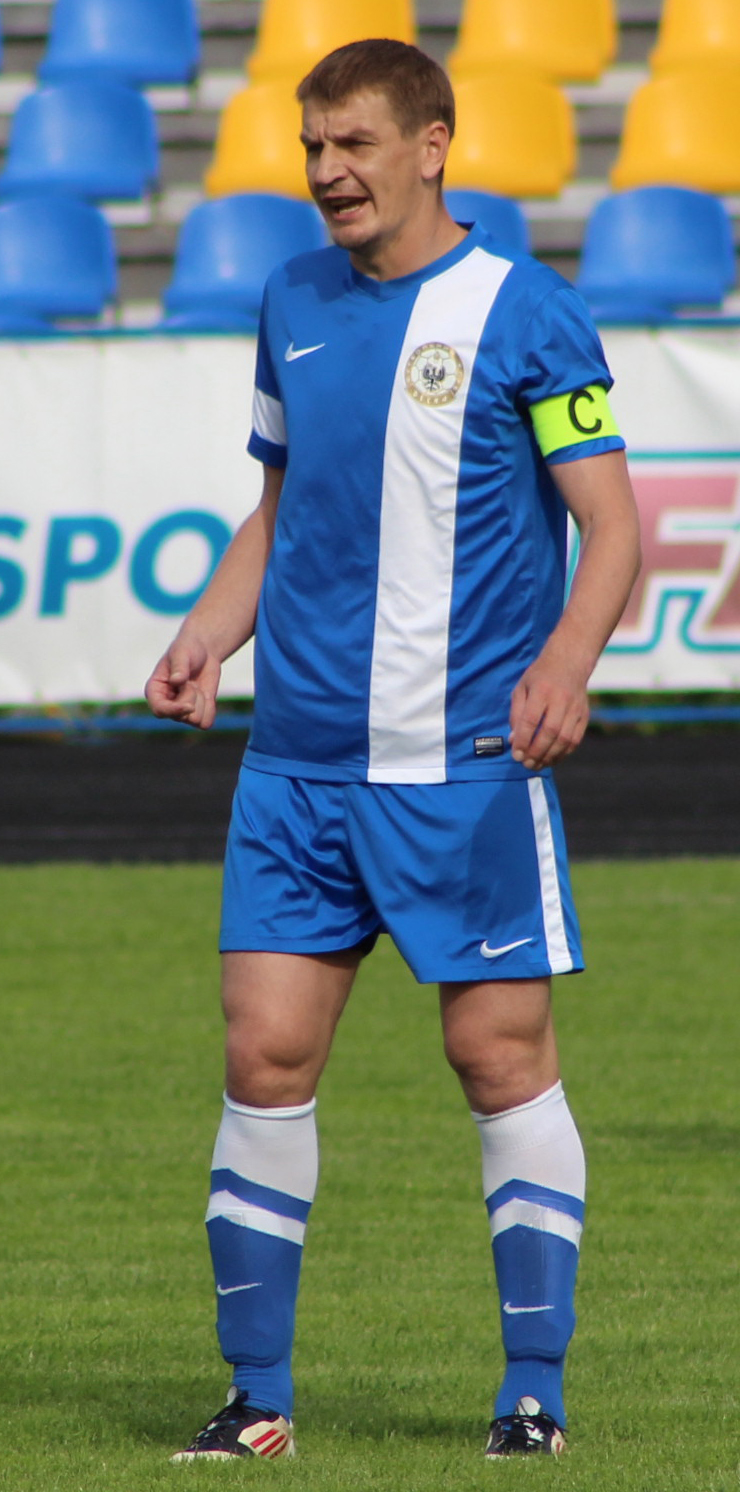
Вадим Мельник — капитан «Десны» в сезоне 2013/14

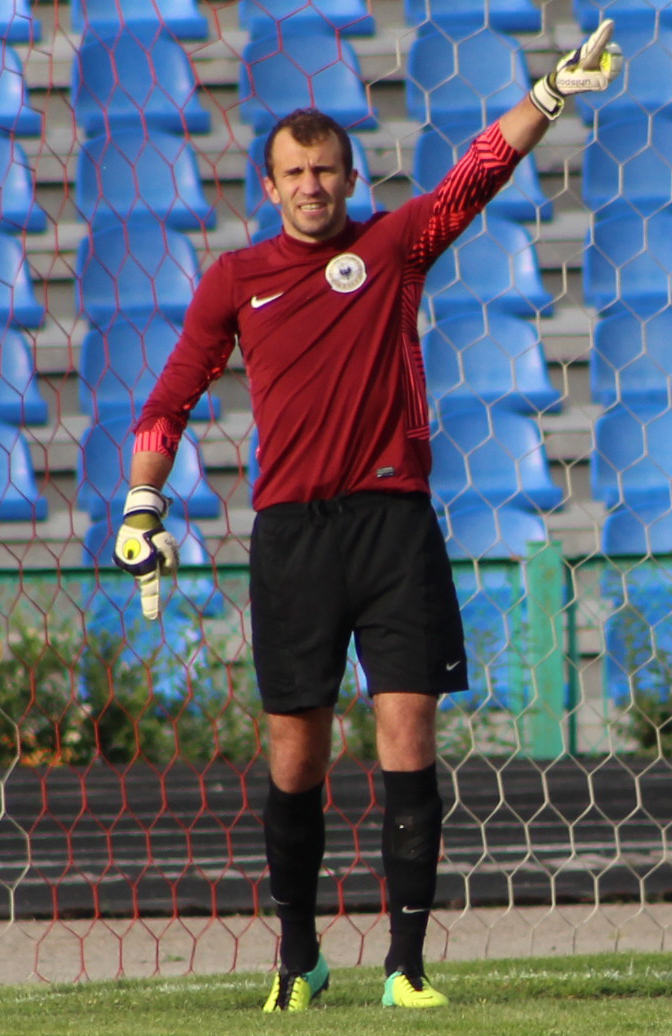
Андрей Федоренко — основной вратарь команды в сезоне 2013/14

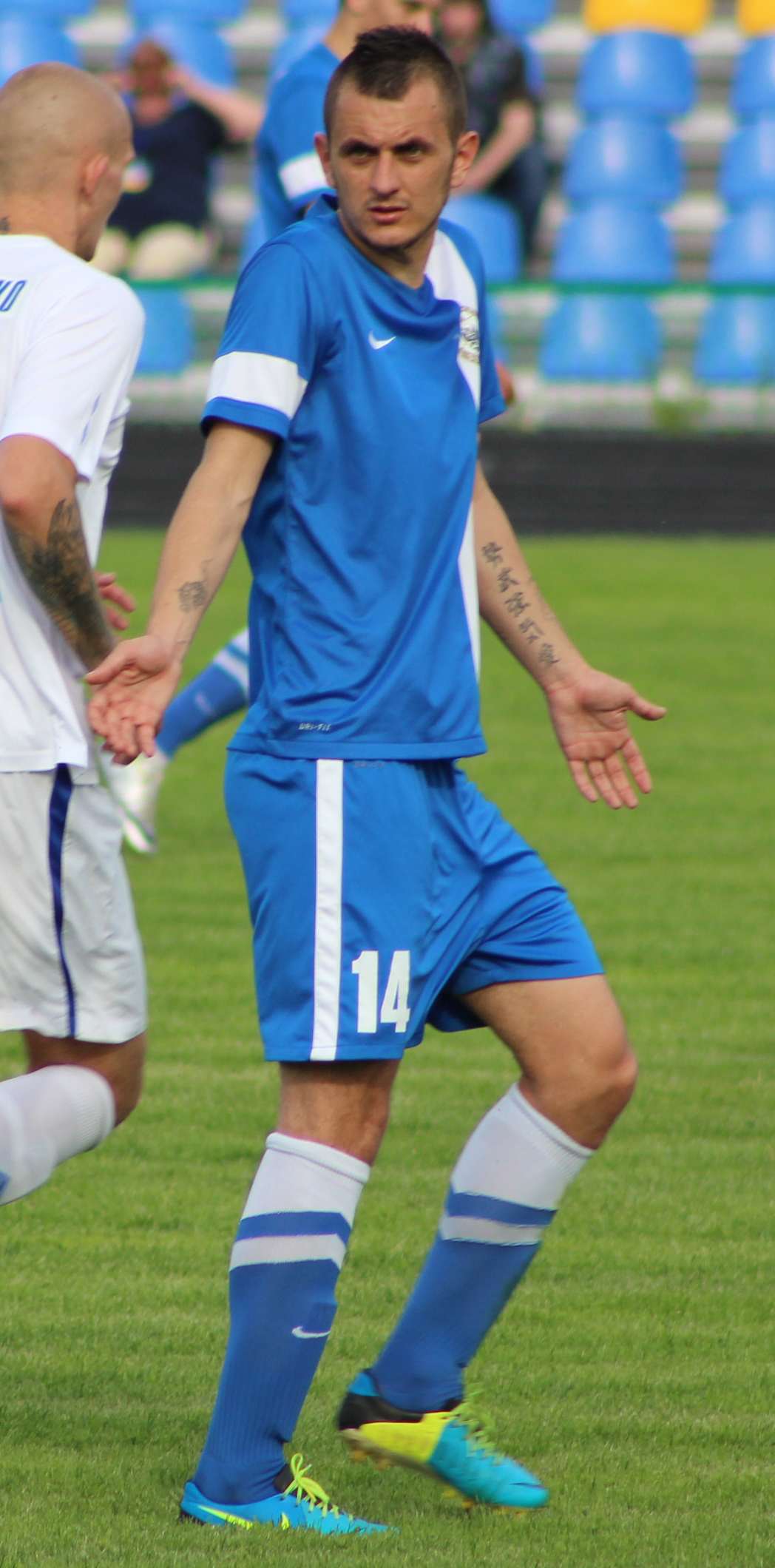
Евгений Чепурненко — лучший бомбардир «Десны» в первой лиге 2013/14

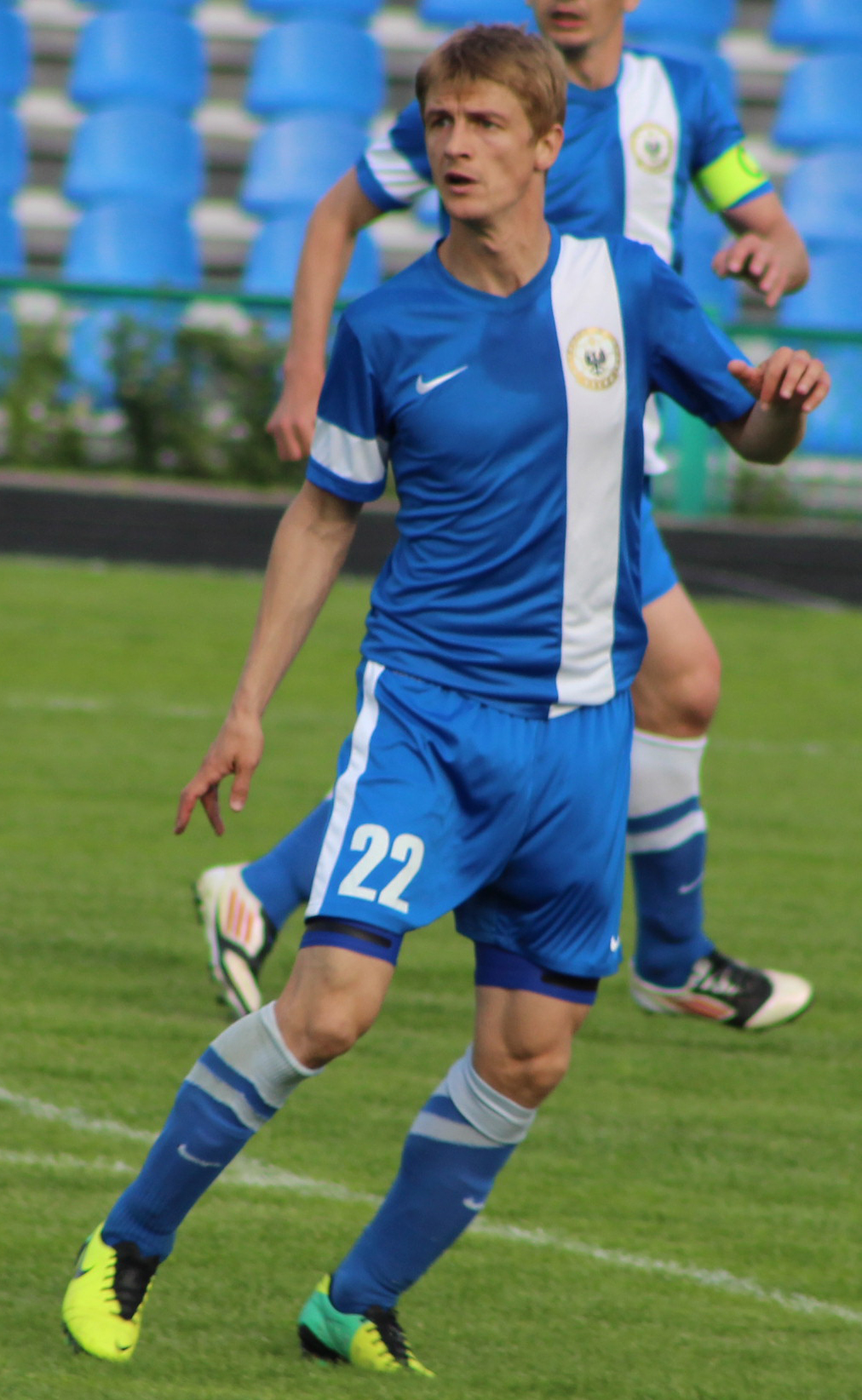
Ярема Кавацив — основной центральный защитник «Десны» в сезоне 2013/14

## Статистика сезона

### Статистика команды[47]
| Сыграно матчей  | 34 (30 чемпионат Украины, 4 Кубок Украины)                                        |
| Победы          | 16 (14 чемпионат Украины, 2 Кубок Украины)                                        |
| Ничьи           | 3 (2 чемпионат Украины, 1 Кубок Украины)                                          |
| Поражения       | 15 (14 чемпионат Украины, 1 Кубок Украины)                                        |
| Забито мячей    | 39 (33 чемпионат Украины, 6 Кубок Украины)                                        |
| Пропущено мячей | 32 (27 чемпионат Украины, 5 Кубок Украины)                                        |
| Разница мячей   | +7                                                                                |
| Предупреждения  | 72                                                                                |
| Удаления        | 1 (за два предупреждения)                                                         |
| Лучший счёт     | 4:0                                                                               |
| Худший счёт     | 2:4, 1:3, 0:2                                                                     |
| Очки            | Всего: 51/102 (50 %), Чемпионат Украины: 44/90 (48 %), Кубок Украины: 7/12 (58 %) |

### Статистика тренера[47]
| 1 | Александр Рябоконь | 34 матча (+16=3−15) |

### Статистика игроков[47]
| Сухие матчи             | Андрей Федоренко — 12 (12 чемпионат, 0 Кубок Украины) Олег Шевченко — 4 (4 чемпионат, 0 Кубок Украины) |
| Наибольшее число матчей | Вадим Мельник — 33 (30 чемпионат, 3 Кубок Украины)                                                     |
| Лучший бомбардир        | Егор Картушов (8 голов)                                                                                |
| Худшая дисциплина       | Павел Щедраков (0 8 )                                                                                  |

#### Капитаны команды
| Игрок              | Чемпионат | Чемпионат | Чемпионат | Кубок Украины | Кубок Украины | Кубок Украины | Итого | Итого   | Итого     |
| Игрок              | Игры      | Капитан   | в среднем | Игры          | Капитан       | в среднем     | Игры  | Капитан | в среднем |
| ------------------ | --------- | --------- | --------- | ------------- | ------------- | ------------- | ----- | ------- | --------- |
| Вадим Мельник      | 30        | 30        | 1,0       | 3             | 3             | 1,0           | 33    | 33      | 1,0       |
| Евгений Чепурненко | 22        | 0         | 0         | 3             | 1             | 0,33          | 25    | 1       | 0,04      |

  — основной капитан в текущем составе «Десны»

#### Бомбардиры команды[48]
| Игрок                  | Чемпионат | Чемпионат   | Чемпионат | Кубок Украины | Кубок Украины | Кубок Украины | Итого | Итого       | Итого     |
| Игрок                  | Игры      | Голы (пен.) | в среднем | Игры          | Голы (пен.)   | в среднем     | Игры  | Голы (пен.) | в среднем |
| ---------------------- | --------- | ----------- | --------- | ------------- | ------------- | ------------- | ----- | ----------- | --------- |
| Егор Картушов          | 26        | 6 (1)       | 0,23      | 4             | 2             | 0,5           | 30    | 8 (1)       | 0,26      |
| Евгений Чепурненко     | 22        | 7 (1)       | 0,31      | 3             | 0             | 0             | 25    | 7 (1)       | 0,28      |
| Юрий Фурта             | 19        | 4           | 0,21      | 2             | 0             | 0             | 21    | 4           | 0,19      |
| Пётр Кондратюк         | 24        | 3 (2)       | 0,12      | 4             | 0             | 0             | 28    | 3 (2)       | 0,1       |
| Юрий Плешаков          | 9         | 2           | 0,22      | 1             | 0             | 0             | 10    | 2           | 0,2       |
| Николай Агапов         | 19        | 1           | 0,05      | 1             | 1             | 1             | 20    | 2           | 0,1       |
| Вадим Бовтрук          | 24        | 2           | 0,08      | 3             | 0             | 0             | 27    | 2           | 0,07      |
| Ярема Кавацив          | 24        | 2           | 0,08      | 4             | 0             | 0             | 28    | 2           | 0,07      |
| Александр Деребчинский | 6         | 1           | 0,16      | 0             | 0             | 0             | 6     | 1           | 0,16      |
| Иван Белый             | 8         | 1           | 0,12      | 1             | 0             | 0             | 9     | 1           | 0,11      |
| Андрей Малюк           | 11        | 0           | 0         | 2             | 1             | 0,5           | 13    | 1           | 0,07      |
| Михаил Козак           | 20        | 1           | 0,05      | 4             | 0             | 0             | 24    | 1           | 0,04      |
| Владимир Чуланов       | 21        | 1           | 0,04      | 4             | 0             | 0             | 25    | 1           | 0,04      |
| Роман Мачуленко        | 26        | 0           | 0         | 2             | 1             | 0,5           | 28    | 1           | 0,03      |
| Павел Щедраков         | 26        | 1           | 0,03      | 2             | 0             | 0             | 28    | 1           | 0,03      |
| Вадим Мельник          | 30        | 0           | 0         | 3             | 1             | 0,33          | 33    | 1           | 0,03      |

  — лучший бомбардир команды по сумме всех турниров

#### Матчи, голы, наказания
| №  | Поз. | Имя                    | Чемпионат | Чемпионат | Чемпионат | Чемпионат    | Чемпионат | Кубок Украины | Кубок Украины | Кубок Украины | Кубок Украины | Кубок Украины | Итого | Итого | Итого   | Итого        | Итого    |
| №  | Поз. | Имя                    | Игры      | Голы      | капитан   | Предупреждён | Red card  | Игры          | Голы          | капитан       | Предупреждён  | Red card      | Игры  | Голы  | капитан | Предупреждён | Red card |
| -- | ---- | ---------------------- | --------- | --------- | --------- | ------------ | --------- | ------------- | ------------- | ------------- | ------------- | ------------- | ----- | ----- | ------- | ------------ | -------- |
| 4  | Защ  | Вадим Мельник          | 30        | 0         | 30        | 3            | 0         | 3             | 1             | 3             | 0             | 0             | 33    | 1     | 33      | 3            | 0        |
| 12 | ПЗ   | Егор Картушов          | 26        | 6 (1)     | 0         | 4            | 0         | 4             | 2             | 0             | 0             | 0             | 30    | 8 (1) | 0       | 4            | 0        |
| 3  | ПЗ   | Павел Щедраков         | 26        | 1         | 0         | 8            | 0         | 2             | 0             | 0             | 0             | 0             | 28    | 1     | 0       | 8            | 0        |
| 22 | Защ  | Ярема Кавацив          | 24        | 2         | 0         | 4            | 0         | 4             | 0             | 0             | 1             | 0             | 28    | 2     | 0       | 5            | 0        |
| 9  | ПЗ   | Пётр Кондратюк         | 24        | 3 (2)     | 0         | 3            | 0         | 4             | 0             | 0             | 0             | 0             | 28    | 3 (2) | 0       | 3            | 0        |
| 17 | ПЗ   | Роман Мачуленко        | 26        | 0         | 0         | 3            | 0         | 2             | 1             | 0             | 0             | 0             | 28    | 1     | 0       | 3            | 0        |
| 11 | ПЗ   | Вадим Бовтрук          | 24        | 2         | 0         | 4            | 0         | 3             | 0             | 0             | 0             | 0             | 27    | 2     | 0       | 4            | 0        |
| 1  | Вр   | Андрей Федоренко       | 23        | −21       | 0         | 1            | 0         | 3             | −4            | 0             | 1             | 0             | 26    | −25   | 0       | 2            | 0        |
| 14 | ПЗ   | Евгений Чепурненко     | 22        | 7 (1)     | 0         | 4            | 0         | 3             | 0             | 1             | 0             | 0             | 25    | 7 (1) | 1       | 4            | 0        |
| 5  | Защ  | Владимир Чуланов       | 21        | 1         | 0         | 0            | 0         | 4             | 0             | 0             | 0             | 0             | 25    | 1     | 0       | 0            | 0        |
| 7  | Нап  | Михаил Козак           | 20        | 1         | 0         | 6            | 1         | 4             | 0             | 0             | 0             | 0             | 24    | 1     | 0       | 6            | 1        |
| 27 | Защ  | Андрей Смалько         | 19        | 0         | 0         | 6            | 0         | 3             | 0             | 0             | 0             | 0             | 22    | 0     | 0       | 6            | 0        |
| 2  | Защ  | Вадим Жук              | 18        | 0         | 0         | 7            | 0         | 3             | 0             | 0             | 0             | 0             | 21    | 0     | 0       | 7            | 0        |
| 15 | Нап  | Юрий Фурта             | 19        | 4         | 0         | 1            | 0         | 2             | 0             | 0             | 1             | 0             | 21    | 4     | 0       | 2            | 0        |
| 23 | Нап  | Николай Агапов         | 19        | 1         | 0         | 4            | 0         | 1             | 1             | 0             | 0             | 0             | 20    | 2     | 0       | 4            | 0        |
| 6  | ПЗ   | Александр Стеценко     | 15        | 0         | 0         | 1            | 0         | 2             | 0             | 0             | 0             | 0             | 17    | 0     | 0       | 1            | 0        |
| 19 | Нап  | Андрей Малюк           | 11        | 0         | 0         | 2            | 0         | 2             | 1             | 0             | 0             | 0             | 13    | 1     | 0       | 2            | 0        |
| 10 | ПЗ   | Антон Крамар           | 10        | 0         | 0         | 2            | 0         | 1             | 0             | 0             | 0             | 0             | 11    | 0     | 0       | 2            | 0        |
| 8  | Нап  | Юрий Плешаков          | 9         | 2         | 0         | 1            | 0         | 1             | 0             | 0             | 0             | 0             | 10    | 2     | 0       | 1            | 0        |
| 18 | ПЗ   | Леван Гулордава        | 8         | 0         | 0         | 0            | 0         | 2             | 0             | 0             | 0             | 0             | 10    | 0     | 0       | 0            | 0        |
| 13 | Вр   | Олег Шевченко          | 8         | −6        | 0         | 0            | 0         | 1             | −1            | 0             | 0             | 0             | 9     | −7    | 0       | 0            | 0        |
| 8  | Защ  | Иван Белый             | 8         | 1         | 0         | 3            | 0         | 1             | 0             | 0             | 0             | 0             | 9     | 1     | 0       | 3            | 0        |
| 16 | ПЗ   | Роман Луценко          | 8         | 0         | 0         | 1            | 0         | 0             | 0             | 0             | 0             | 0             | 8     | 0     | 0       | 1            | 0        |
| 16 | ПЗ   | Виталий Грицай         | 6         | 0         | 0         | 0            | 0         | 1             | 0             | 0             | 0             | 0             | 7     | 0     | 0       | 0            | 0        |
| 18 | Защ  | Анатолий Бурлин        | 6         | 0         | 0         | 0            | 0         | 0             | 0             | 0             | 0             | 0             | 6     | 0     | 0       | 0            | 0        |
| 21 | Нап  | Александр Деребчинский | 6         | 1         | 0         | 0            | 0         | 0             | 0             | 0             | 0             | 0             | 6     | 1     | 0       | 0            | 0        |
| 10 | Нап  | Андрей Кругляк         | 4         | 0         | 0         | 0            | 0         | 0             | 0             | 0             | 0             | 0             | 4     | 0     | 0       | 0            | 0        |
| 10 | Нап  | Дмитрий Бровкин        | 3         | 0         | 0         | 0            | 0         | 0             | 0             | 0             | 0             | 0             | 3     | 0     | 0       | 0            | 0        |
| 21 | Защ  | Тимур Рустамов         | 2         | 0         | 0         | 1            | 0         | 0             | 0             | 0             | 0             | 0             | 2     | 0     | 0       | 1            | 0        |
| 7  | ПЗ   | Богдан Кобец           | 0         | 0         | 0         | 0            | 0         | 0             | 0             | 0             | 0             | 0             | 0     | 0     | 0       | 0            | 0        |
| 19 | Защ  | Вадим Малюк            | 0         | 0         | 0         | 0            | 0         | 0             | 0             | 0             | 0             | 0             | 0     | 0     | 0       | 0            | 0        |
| 26 | ПЗ   | Илья Сирый             | 0         | 0         | 0         | 0            | 0         | 0             | 0             | 0             | 0             | 0             | 0     | 0     | 0       | 0            | 0        |

#### Лауреаты сезона
В сборную первого полугодия первой лиги по версии Football.ua включались:
- Егор Картушов — № 1 на позиции левый полузащитник[49]
- Александр Рябоконь — № 3 среди тренеров[49]

В сборную второго полугодия первой лиги по версии Football.ua включались:
- Евгений Чепурненко — № 1 на позиции атакующий полузащитник[50]
- Ярема Кавацив — № 2 на позиции центральный защитник[50]

В сборную первой части первой лиги по версии UA-Футбол включались:
- Егор Картушов — на позиции левый полузащитник[51]

### Достижения
| Турнир            | Достижение       |
| ----------------- | ---------------- |
| Кубок Украины     | Четвертьфиналист |
| Мемориал Макарова | Победитель       |

### Зрительская статистика
| Чемпионат Украины (30 игр) |                                                         |                                                                                      |        |
| кол-во зрителей            | дома (15 игр)                                           | выезд (15 игр)                                                                       | итого  |
| максимальное               | 2 900 против «УкрАгроКом» (Головковка), 11 августа 2013 | 2 500 против ПФК «Сумы», 31 августа 2013 2 500 против «Нива» (Тернополь), 4 мая 2014 | итого  |
| минимальное                | 520 против «Нива» (Тернополь), 20 сентября 2013         | 0 против ПФК «Александрия», 11 мая 2014                                              | итого  |
| среднее                    | 1 273                                                   | 1 325                                                                                | 1 298  |
| сумма                      | 19 095                                                  | 18 550                                                                               | 37 645 |

| Кубок Украины (4 игры) |                                                       |                                                      |        |
| кол-во зрителей        | дома (2 игры)                                         | выезд (2 игры)                                       | итого  |
| максимальное           | 14 150 против «Шахтёр» (Донецк), 26 марта 2014        | 805 против «Энергия» (Новая Каховка), 7 августа 2013 | итого  |
| минимальное            | 5 250 против «Металлург» (Запорожье), 30 октября 2013 | 500 против «Горняк» (Кривой Рог), 25 сентября 2013   | итого  |
| среднее                | 9 700                                                 | 652                                                  | 5 176  |
| сумма                  | 19 400                                                | 1 305                                                | 20 705 |

| Все офиц. матчи сезона (34 игры) |                                                 |                                                                                      |        |
| кол-во зрителей                  | дома (17 игр)                                   | выезд (17 игр)                                                                       | итого  |
| максимальное                     | 14 150 против «Шахтёр» (Донецк), 26 марта 2014  | 2 500 против ПФК «Сумы», 31 августа 2013 2 500 против «Нива» (Тернополь), 4 мая 2014 | итого  |
| минимальное                      | 520 против «Нива» (Тернополь), 20 сентября 2013 | 0 против ПФК «Александрия», 11 мая 2014                                              | итого  |
| среднее                          | 2 264                                           | 1 240                                                                                | 1 768  |
| сумма                            | 38 495                                          | 19 855                                                                               | 58 350 |

## Предсезонные и товарищеские матчи
Предсезонные матчи
| 3 июля 2013 г. / среда | «Динамо-2» (Киев)           | 2:0    | «Десна» | Украина, Киев                         |
|                        | Мякушко 9′ · Ягодинскис 19′ | отчёт. |         | Стадион: УТБ ФК «Динамо» Зрителей: 40 |

| 4 июля 2013 г. / четверг | «Десна» | 5:0    | «Арсенал (мол.)» (Киев) | Украина |
|                          |         | отчёт. |                         |         |

| 7 июля 2013 г. / воскресенье | «Десна» | 0:2    | «Оболонь-Бровар» (Киев) | Украина |
|                              |         | отчёт. |                         |         |

| 8 июля 2013 г. / понедельник | «Десна» | 2:1    | «Арсенал-Киевщина» (Белая Церковь) | Украина |
|                              |         | отчёт. |                                    |         |

Учебно-тренировочный сбор ФК «Десна» в Крыму (с 5 февраля 2014 года)
| 6 февраля 2014 г. / четверг | «Ворскла (мол.)» (Полтава) | 0:3    | «Десна»                                       | Украина |
|                             |                            | отчёт. | Мачуленко 55′ · Картушов 65′ · Чепурненко 76′ |         |

| 9 февраля 2014 г. / воскресенье | «Десна»                                                   | 4:2           | «УкрАгроКом» (Головковка)   | Украина, Куйбышево        |
|                                 | Плешаков 2′ · Елисеев 14′ · Грицай 28′ · Деребчинский 67′ | отчёт. отчёт. | Горбаненко 69′ · Койдан 86′ | Стадион: СТК «Инкомспорт» |

| 10 февраля 2014 г. / понедельник | «Десна»                                | 2:1           | «Титан» (Армянск) | Украина, Куйбышево        |
|                                  | ? (пен.) · Чепурненко 45′ · Агапов 66′ | отчёт. отчёт. | Нудный 88′ (пен.) | Стадион: СТК «Инкомспорт» |

| 13 февраля 2014 г. / четверг | «Десна» | 1:0    | «Шахтёр» (Свердловск) | Украина, Куйбышево        |
|                              | ? 42′   | отчёт. |                       | Стадион: СТК «Инкомспорт» |

| 15 февраля 2014 г. / суббота | «Звезда» (Кировоград) | 1:2    | «Десна»       | Украина, Куйбышево        |
| 14:00                        | Родина 12′            | отчёт. | ? 43′ · ? 48′ | Стадион: СТК «Инкомспорт» |

| 17 февраля 2014 г. / понедельник | «Десна»       | 2:1    | «УкрАгроКом» (Головковка) | Украина, Куйбышево        |
|                                  | ? 74′ · ? 80′ | отчёт. | Соломка 42′               | Стадион: СТК «Инкомспорт» |

Учебно-тренировочный сбор ФК «Десна» в Турции (25 февраля — 11 марта 2014 года)
| 2 марта 2014 г. / воскресенье | «Спартак-Нальчик»           | 3:2           | «Десна»                    | Турция, Анталья |
| 20:00.                        | Сирадзе 3′ 25′ · Киреев 75′ | отчёт. видео. | Чепурненко 40′ · Козак 43′ |                 |

| 5 марта 2014 г. / среда | «Десна»               | 2:0           | Сборная Кыргызстана | Турция, Анталья |
| | Картушов ? · Бурлин ? | отчёт. отчёт. |                     |                 |
| Сборная Кыргызстана: Волков 46' (Р. Амиров 46'), Кичин 46' (Аскаров 46'), Таго, Авчиев 70' (Муладжанов 70'), Абитов 46' (Арий 46'), Жолдошев 46' (Власичев 46'), Байматов 46' (Израилов 46'), Тетте 46' (Харченко 46'), Мака Кум 46' (И. Амиров 46'), Лутфуллаев 46' (Исраилов 46'), Верёвкин 46' (Мурзаев 46') |                       |               |                     |                 |

| 8 марта 2014 г. / суббота | «Шахтёр» (Солигорск) | 0:3                  | «Десна»                       | Турция, Сиде |
| 16:00 |                      | отчёт. отчёт. видео. | Мачуленко 5′ · Агапов 75′ 85′ |              |
| «Шахтёр» (Солигорск): Копанцов 46' (Достанко 46'), Золотов, Василевский, Монахов, Цеван, Леончик 46' (Галюза 46'), Соро, Риос 46' (Ковалев 46'), Иванов, Юрченко, Петров 46' (Лебедев 46') |                      |                      |                               |              |

| 11 марта 2014 г. / вторник | «Калуга»        | 3:2    | «Десна»        | Турция, Анталья |
|                            | ? ? · ? ? · ? ? | отчёт. | Деребчинский ? |                 |

| 19 марта 2014 г. / среда | «Оболонь-Бровар» (Киев) | 0:2    | «Десна»                | Украина, Буча |
| 15:00                    |                         | отчёт. | Мельник 5′ · Фурта 87′ |               |

## Мемориал Макарова

### Матчи[54]
| 16 января 2014 г. / четверг 2-й тур | РВУФК (Киев) | 0:2    | «Десна»        | Украина, Киев            |
| 10:00                               |              | отчёт. | Грицай 85′ 88′ | Стадион: УТБ ФК «Динамо» |

| 17 января 2014 г. / пятница 1-й тур | «Десна» | 9:0    | «Локомотив» (Киев) | Украина, Киев            |
| | Грицай 2′ · Картушов 22′ · Козак 47′ · Агапов 52′ 60′ · Козак 65′ · Агапов 70′ · Мачуленко 75′ · Мельник 90+1′ | отчёт. |                    | Стадион: УТБ ФК «Динамо» |
| Десна: Федоренко, Жук 45' (Малюк 45'), Кавацив 30' (Воронченко 30' 63' Кондратюк 63'), Фартушняк 63' (Мельник 63'), Сирый 45' (Смалько 45'), Щедраков 45' (Чуланов 45'), Чепурненко 30' (Забродин 30' 63' Мачуленко 63'), Грицай 45' (Козак 45'), Чаус, Картушов 30' (Гулордава 30' 63' Рустамов 63'), Гриппа 45' (Агапов 45') | |        |                    |                          |

| 18 января 2014 г. / суббота 3-й тур | «Десна» | 10:0   | «Энергия» (Киев) | Украина, Киев            |
| 11:00                               | Стеценко 11′ · Козак 14′ · Гулордава 17′ · Агапов 54′ 58′ · Чепурненко 61′ · Агапов 63′ 64′ · Чепурненко 69′ 89′ | отчёт. |                  | Стадион: УТБ ФК «Динамо» |

| 19 января 2014 г. / воскресенье 4-й тур | «Десна»   | 1:2    | «Колос» (Ковалёвка)        | Украина, Киев            |
| 14:00 | Агапов 5′ | отчёт. | Костышин 29′ · Ятленко 89′ | Стадион: УТБ ФК «Динамо» |
| Десна: Федоренко 46' (Пилипенко 46'), Жук 46' (Щедраков 46'), Мельник 62' (Гриппа 62'), Сирый 46' (Смалько 46'), Стеценко 46' (Воронченко 46'), Чепурненко 68' (Гулордава 68'), Мачуленко 46' (Бовтрук 46'), Грицай 46' (Кондратюк 46'), Картушов 46' (Козак 46'), Агапов, Кавацив 46' (Чуланов 46') |           |        |                            |                          |

| 21 января 2014 г. / вторник 5-й тур | «Динамо (мол.)» (Киев) | 0:2    | «Десна»                   | Украина, Киев            |
| 12:00 |                        | отчёт. | Мельник 64′ · Кавацив 77′ | Стадион: УТБ ФК «Динамо» |
| Десна: Пилипенко 46' (Федоренко 46'), Малюк 46' (Жук 46'), Кавацив, Щедраков 71' (Стеценко 71'), Смалько 46' (Картушов 46'), Кондратюк, Воронченко 46' (Чепурненко 46'), Гриппа 31' (Грицай 31'), Козак 46' (Мельник 46'), Бовтрук 46' (Мачуленко 46'), Агапов |                        |        |                           |                          |

| 22 января 2014 г. / среда 1/4 финала | UPG (Коростень) | 1:3    | «Десна»                                      | Украина, Киев            |
| 12:00                                | Бондаренко 12′  | отчёт. | Чепурненко 58′ 72′ (пен.) · Деребчинский 89′ | Стадион: УТБ ФК «Динамо» |

| 24 января 2014 г. / пятница 1/2 финала | «Десна»                                       | 4:1    | «Путровка» | Украина, Киев            |
| 12:00                                  | Гриппа 21′ 31′ · Мачуленко 56′ · Картушов 66′ | отчёт. | Вишняк 7′  | Стадион: УТБ ФК «Динамо» |

| 26 января 2014 г. / воскресенье Финал | «Динамо-2» (Киев) | 1:2    | «Десна»                   | Украина, Киев                                            |
| 13:00 | Маик 71′          | отчёт. | Грицай 47′ · Картушов 55′ | Стадион: УТБ ФК «Динамо» Судья: Бойко (Киевская область) |
| Десна: Федоренко, Мачуленко 75' (Бовтрук 75'), Мельник, Кавацив, Смалько 90' (Сирый 90'), Щедраков 86' (Чуланов 86'), Козак 70' (Агапов 70'), Чепурненко, Грицай, Картушов, Гриппа 60' (Кондратюк 60') |                   |        |                           |                                                          |

Источник: Календарь игр.

## FavBet Лига 1
|  |

### Турнирная таблица
| М  | Команда           | И  | В  | Н  | П  | Мячи    | ±   | О     | Примечания           |
| -- | ----------------- | -- | -- | -- | -- | ------- | --- | ----- | -------------------- |
| 1  | Олимпик           | 30 | 16 | 7  | 7  | 45 − 30 | +15 | 55    | Выход в Премьер-лигу |
| 2  | Александрия       | 30 | 14 | 10 | 6  | 47 − 28 | +19 | 52 \| |                      |
| 3  | Сталь             | 30 | 16 | 3  | 11 | 41 − 33 | +8  | 51 \| |                      |
| 4  | Полтава           | 30 | 14 | 4  | 12 | 36 − 34 | +2  | 46 \| |                      |
| 5  | Д Е С Н А         | 30 | 14 | 2  | 14 | 33 − 27 | +6  | 44    | (+) новичок          |
| 6  | Звезда            | 30 | 12 | 8  | 10 | 36 − 34 | +2  | 44 \| |                      |
| 7  | Нефтяник-Укрнефть | 30 | 12 | 7  | 11 | 40 − 35 | +5  | 43 \| |                      |
| 8  | УкрАгроКом        | 30 | 11 | 9  | 10 | 27 − 27 | 0   | 42    | (+) новичок          |
| 9  | Гелиос            | 30 | 10 | 11 | 9  | 29 − 35 | −6  | 41 \| |                      |
| 10 | Нива              | 30 | 10 | 9  | 11 | 33 − 32 | +1  | 39    | (+) новичок          |
| 11 | Сумы              | 30 | 11 | 6  | 13 | 29 − 39 | −10 | 39 \| |                      |
| 12 | Титан             | 30 | 10 | 8  | 12 | 29 − 41 | −12 | 38 \| |                      |
| 13 | Буковина          | 30 | 10 | 6  | 14 | 26 − 36 | −10 | 36 \| |                      |
| 14 | Динамо-2          | 30 | 8  | 8  | 14 | 29 − 30 | −1  | 32 \| |                      |
| 15 | Авангард          | 30 | 7  | 10 | 13 | 23 − 27 | −4  | 31 \| |                      |
| 16 | Николаев          | 30 | 9  | 4  | 17 | 34 − 49 | −15 | 31 \| |                      |

И — игры, В — выигрыши, Н — ничьи, П — проигрыши, Мячи — забитые и пропущенные голы, ± — разница голов, О — очки

Приоритет: 1) очки; 2) разница голов; 3) забитые голы; 4) рейтинг честной игры

### Матчи[54]

#### 1-й круг
| 14 июля 2013 г. / воскресенье 1-й тур | «Десна»        | 0:0 протокол (укр.). | «Динамо-2» (Киев) | Украина, Чернигов                                                      |
| 18:00 | · Картушов 15' | отчёт (укр.).        | · Цибульник 40'   | Стадион: им. Юрия Гагарина Зрителей: 2 600 Судья: Митровский (Ужгород) |
| Десна: Федоренко, Жук, Мельник , Белый, Картушов, Щедраков, Чепурненко, А. Малюк 75' (Стеценко 75'), Мачуленко 83' (Гулордава 83'), Бовтрук 72' (Луценко 72'), Бровкин 78' (Плешаков 78') · Остались в запасе: Шевченко, Фурта, Чуланов · «Динамо-2» (Киев): Рудько, Ягодинскис, Рыжук, Карп, Братков 66' (Сухомлинов 66'), Акубардия, Алиев , Панфилов 71' (Савченко 71'), Трубочкин, Цибульник 62' (Черноморец 62'), Мякушко 45' (Яремчук 45') · Остались в запасе: Волынец, Маик, Скидан |                |                      |                   |                                                                        |

| 20 июля 2013 г. / суббота 2-й тур | «Авангард» (Краматорск)                                                                    | 2:1 протокол (укр.). | «Десна»                                                    | Украина, Краматорск                                    |
| 18:00 | Ямполь 16′ · Поднебенной 81′ · Тищенко 36' · Якименко 45' · Войтенко 48' · Поднебенной 82' | отчёт.               | Фурта 90+4′ · Стеценко 72' · Федоренко 90+1' · Белый 90+1' | Стадион: Авангард Зрителей: 2 100 Судья: Павлюк (Киев) |
| «Авангард» (Краматорск): Пуговкин, Тищенко, Киселевский, Визавер , Ковалёв, Войтенко 74' (Сангаре 74'), Швец, Швыдкий, Ямполь, Свиридов 80' (Поднебенной 80'), Якименко 71' (Штогрин 71') · Остались в запасе: Гордиенко · Десна: Федоренко, Мельник , Белый, Жук, Картушов, Щедраков, Гулордава 77' (А. Малюк 77'), Чепурненко, Луценко 70' (Стеценко 70'), Мачуленко 46' (Бовтрук 46'), Бровкин 46' (Фурта 46') · Остались в запасе: Шевченко, Чуланов |                                                                                            |                      |                                                            |                                                        |

| 27 июля 2013 г. / суббота 3-й тур | «Десна»                                                                                               | 3:1 протокол (укр.). | «Титан» (Армянск)                                                   | Украина, Чернигов                                                |
| 18:00 | Бовтрук 17′ · Щедраков 73′ · Чепурненко 89′ · Щедраков 45+1' · Мельник 63' · Жук 75' · Чепурненко 90' | отчёт (укр.).        | Жигалов 50′ · Нудный 30' · Кравченко 45+1' · Жигалов 70' · Кудь 86' | Стадион: им. Юрия Гагарина Зрителей: 580 Судья: Чижевский (Киев) |
| Десна: Федоренко 8' (Шевченко 8'), Жук, Белый, Чуланов, Щедраков, Стеценко, Чепурненко, Кондратюк 54' (Картушов 54'), Мачуленко 77' (Луценко 77'), Бовтрук 86' (Фурта 86'), Мельник · Остались в запасе: А. Малюк, Бровкин, Гулордава · «Титан» (Армянск): Кошелев, Шаповал, Карпенко , Тарасенко, Гальчук, Нудный, Климентовский 82' (Кудь 82'), Муховиков 46' (Симончук 46'), Култышев, Кравченко 46' (Морозов 46'), Жигалов 70' (Кучеренко 70') · Остались в запасе: Иваненко, Абляметов, Маслов | |                      |                                                                     |                                                                  |

| 3 августа 2013 г. / суббота 4-й тур | «Гелиос» (Харьков)                                                   | 1:0 протокол (укр.). | «Десна»               | Украина, Харьков                                          |
| 18:00 | Качур 31′ · Давыдов 45+1' · Кравченко 66' · Пицик 71' · Борзенко 89' | отчёт.               | · Белый 38' · Жук 52' | Стадион: Солнечный Зрителей: 800 Судья: Иванов (Макеевка) |
| «Гелиос» (Харьков): Сидоренко, Борзенко , Налыгач, Чаус, Хамильтон-Роллингс, Задоя, Костюк 36' (Кравченко 36'), Герасимец, Кандауров 54' (Пицик 54'), Качур 61' (Расков 61'), Давыдов 46' (Пархоменко 46') · Остались в запасе: Рябой, Михайлюк, Комарницкий · Десна: Федоренко, Жук 56' (Кондратюк 56'), Мельник , Белый, Картушов, Стеценко, Щедраков, Мачуленко 56' (Луценко 56'), Чепурненко, Бовтрук 73' (Агапов 73'), Бровкин 61' (Гулордава 61') · Остались в запасе: Шевченко, Кавацив, Фурта |                                                                      |                      |                       |                                                           |

| 11 августа 2013 г. / воскресенье 5-й тур | «Десна»                                                          | 3:0 протокол (укр.). | «УкрАгроКом» (Головковка)               | Украина, Чернигов                                                |
| 18:00 | Кондратюк 5′ (пен.) 48′ · Белый 51′ · Белый 85' · А. Малюк 90+1' | отчёт (укр.).        | · Науменко 3' · Сирык 39' · Данькив 44' | Стадион: им. Юрия Гагарина Зрителей: 2 900 Судья: Грисьо (Львов) |
| Десна: Шевченко, Жук, Мельник , Белый, Чуланов, Щедраков, Луценко, Чепурненко 89' (Кавацив 89'), Кондратюк 77' (А. Малюк 77'), Картушов 79' (Бовтрук 79'), Агапов 84' (Фурта 84') · Остались в запасе: Федоренко, Гулордава, Стеценко · «УкрАгроКом» (Головковка): Науменко, Ломко, Покосенко, Мамонов, Радевич, Данькив 54' (Степанюк 54'), Батраченко 78' (Зайнчковский 78'), Ляшенко 27' (Сирык 27'), Лозовой 5' (Николаев 5'), Боровский, Пономарь · Остались в запасе: Любчак, Фальковский, Билала |                                                                  |                      |                                         |                                                                  |

| 17 августа 2013 г. / суббота 6-й тур | «Полтава»                                                                                                   | 3:1 протокол (укр.). | «Десна»                                                         | Украина, Полтава                                                  |
| 17:00 | Семененко 51′ · Белый 70′ (авт.) · Насибулин 89′ · Давыдов 45+1' · Кравченко 66' · Пицик 71' · Борзенко 89' | отчёт (укр.).        | Кондратюк 56' (пен.) · Агапов 90+1′ · Щедраков 12' · Агапов 13' | Стадион: Локомотив Зрителей: 1 700 Судья: Москаленко (Кривой Рог) |
| Полтава: Кучинский, Чеботаев, Даценко, Жданов 57' (Фаворов 57'), Зозуля, Деркач 68' (Лугачёв 68'), Семененко, Насибулин, Шевчук 78' (Цапий 78'), Турчанов 46' (Нуридинов 46'), Тимченко · Остались в запасе: Борисенко, Коваленко, Антипов · Десна: Шевченко, Жук, Чуланов, Щедраков, Белый 73' (Стеценко 73'), Мельник , Мачуленко 80' (Фурта 80'), Кондратюк, А. Малюк 60' (Картушов 60'), Бовтрук 84' (Кавацив 84'), Агапов · Остались в запасе: Федоренко, Чепурненко, Рустамов | |                      |                                                                 |                                                                   |

| 24 августа 2013 г. / суббота 7-й тур | «Десна»                             | 1:2 протокол (укр.). | «Олимпик» (Донецк)                                               | Украина, Чернигов                                                |
| 18:00 | Певнев 45+1′ (авт.) · Мачуленко 64' | отчёт (укр.).        | Семенина 31′ · Дорошенко 88′ (пен.) · Певнев 42' · Дорошенко 62' | Стадион: им. Юрия Гагарина Зрителей: 2 320 Судья: Грисьо (Львов) |
| Десна: Федоренко, В. Жук, Кавацив, Гулордава 32' (Чепурненко 32'), Щедраков, Кондратюк 73' (Стеценко 73'), Мельник , Картушов, Агапов 88' (Фурта 88'), Мачуленко 76' (Бовтрук 76'), Луценко · Остались в запасе: Шевченко, Чуланов, Козак · «Олимпик» (Донецк): Махарадзе, Иванов , Гришко, Огиря, Певнев, Иса, Драченко, Алексанов, Дорошенко, Семенина 56' (Волков 56'), Сытник 83' (Есып 83') · Остались в запасе: Вл. Жук, Орехов, Заика, Осадчий, Шабан |                                     |                      |                                                                  |                                                                  |

| 31 августа 2013 г. / суббота 8-й тур | «Сумы»                    | 1:0 протокол (укр.). | «Десна»                                                       | Украина, Сумы                                               |
| 19:00 | Кадимян 90+1′ · Дурай 61' | отчёт.               | · Луценко 27' · Кондратюк 70' · Щедраков 79' · Рустамов 90+4' | Стадион: Юбилейный Зрителей: 2 500 Судья: Новохатний (Киев) |
| Сумы: Бабак, Бугаёв, Котелюх , Петрович, Давыдов, Богачёв 33' (И. Мельник 33'), Дурай, Масалов, Лебеденко 51' (Даудов 51'), Тарасенко 78' (Гавриленко 78'), Скарлош 61' (Кадимян 61') · Остались в запасе: Белошапка, Лещук, Радионов · Десна: Федоренко, Жук 46' (Рустамов 46'), Кавацив, Чуланов, В. Мельник , Щедраков, Кондратюк, Луценко 82' (Мачуленко 82'), Картушов, Козак 56' (Агапов 56'), Фурта 67' (А. Малюк 67') · Остались в запасе: Шевченко, Стеценко, Бовтрук |                           |                      |                                                               |                                                             |

| 7 сентября 2013 г. / суббота 9-й тур | «Десна» | 0:2 протокол (укр.). | «Сталь» (Алчевск)                                | Украина, Чернигов                                                        |
| 17:00 |         | отчёт (укр.).        | Сикорский 5′ · Поступаленко 22′ · Максименко 85' | Стадион: им. Юрия Гагарина Зрителей: 1 200 Судья: Козыряцкий (Запорожье) |
| Десна: Федоренко, Чуланов, Кавацив, Картушов, Стеценко, Мельник , Мачуленко 79' (Козак 79'), Кондратюк, Чепурненко 79' (А. Малюк 79'), Бовтрук 75' (Белый 75'), Агапов 84' (Гулордава 84') · Остались в запасе: Шевченко, Фурта, Рустамов · «Сталь» (Алчевск): Комарицкий, Максименко, Мищенко, Ковалёв, Хромых, Леонов, Колинс 56' (Батищев 56'), Поступаленко 81' (Троцко 81'), Батюшин 46' (Акименко 46'), Сикорский 63' (Солдат 63'), Степанюк · Остались в запасе: Ганев, Грицай, Ермаков |         |                      |                                                  |                                                                          |

| 14 сентября 2013 г. / суббота 10-й тур | «Буковина» (Черновцы)                           | 1:0 протокол (укр.). | «Десна»                                             | Украина, Черновцы                                       |
| 17:00 | Керчу 88′ (пен.) · Рыбковский 50' · Семенюк 62' | отчёт (укр.).        | · Жук 13' · Кавацив 27' · Мачуленко 69' · Козак 87' | Стадион: Буковина Зрителей: 1 500 Судья: Балакин (Киев) |
| «Буковина» (Черновцы): Когут, Темеривский, Керчу , Новотрясов, Вечтомов, Лисюк, Орловский 90' (М. Косован 90'), Савин 71' (Сивка 71'), Рыбковский 76' (Деребчинский 76'), Маковийчук, Семенюк 90' (Елов 90') · Остались в запасе: Одольский, Гнат, Немтинов · Десна: Шевченко, Щедраков, Белый, Картушов, Козак 90' (Фурта 90'), Жук, Мельник , Кавацив, Кондратюк, Бовтрук 77' (А. Малюк 77'), Агапов 68' (Мачуленко 68') · Остались в запасе: Федоренко, Гулордава, Рустамов, Чуланов |                                                 |                      |                                                     |                                                         |

| 20 сентября 2013 г. / пятница 11-й тур | «Десна»                     | 1:0 протокол (укр.). | «Нива» (Тернополь)                                       | Украина, Чернигов                                              |
| 17:00 | Картушов 89′ · Агапов 90+3' | отчёт (укр.).        | · Романюк 52' · И. Мельник 58' · Кикоть 71' · Яневич 76' | Стадион: им. Юрия Гагарина Зрителей: 520 Судья: Жуков (Донецк) |
| Десна: Федоренко, Жук, Кавацив, Смалько, Щедраков, Кондратюк 90' (Кругляк 90'), В. Мельник , Гулордава 73' (Мачуленко 73'), Картушов, Козак 77' (Чуланов 77'), Фурта 75' (Агапов 75') · Остались в запасе: Шевченко, Стеценко, Бовтрук · «Нива» (Тернополь): Новак, Романюк, Лазорик , Донец, Яневич, Гирский 90' (Товкацкий 90'), Малыш, Басараб 23' (В. Белый 23'), Б. Баранец, Кикоть, И. Мельник · Остались в запасе: Базилевич, Мдинарадзе, Бадло, Шестаков |                             |                      |                                                          |                                                                |

| 29 сентября 2013 г. / воскресенье 12-й тур | «Десна»                                                                      | 2:0 протокол (укр.). | «Александрия»                                        | Украина, Чернигов                                                     |
| 17:00 | Картушов 20′ (пен.) · Чуланов 90+3′ · Жук 22' · Щедраков 37' · Бовтрук 90+3' | отчёт (укр.).        | · Бондаренко 45+1' 61' · Микицей 53' · Сидоренко 75' | Стадион: им. Юрия Гагарина Зрителей: 850 Судья: Яблонский (Тернополь) |
| Десна: Федоренко, Жук, Мельник , Кавацив, Смалько, Щедраков, Кондратюк 90' (Бовтрук 90'), Чуланов, Картушов, Мачуленко 78' (Козак 78'), Агапов 87' (Фурта 87') · Остались в запасе: Шевченко, Гулордава, Кругляк, Рустамов · Александрия: Зарубин, Сухоцкий, Лобойко, Сидоренко, Пичкур 46' (Бидловский 46'), Грицук, Старенький 80' (Локтионов 80'), Коломоец, Микицей 60' (Кича 60'), Банада 60' (Зейналов 60'), Бондаренко · Остались в запасе: Леванидов, Бровченко, Шендрик |                                                                              |                      |                                                      |                                                                       |

| 5 октября 2013 г. / суббота 13-й тур | «Звезда» (Кировоград)                                                          | 0:0 протокол (укр.). | «Десна»                                      | Украина, Кировоград                                      |
| 15:00 | · Березовский 34' · Фатеев 41' · Рудницкий 64' · Загальский 67' · Родина 90+3' | отчёт (укр.).        | · Кондратюк 26' · Картушов 66' · Мельник 80' | Стадион: Звезда Зрителей: 1 100 Судья: Кутаков (Бровары) |
| «Звезда» (Кировоград): Ширяев, Допилка, Мостовой, Рудницкий, Родина, Галенко 77' (Степанков 77'), Сокуренко, Фатеев 46' (Пинчук 46'), Загальский 89' (Степанов 89'), Березовский, Чичиков 46' (Гонщик 46') · Остались в запасе: Бурдиян, Поштаренко, Логинов · Десна: Федоренко, Рустамов, Мельник , Кавацив, Смалько, Гулордава 90' (Фурта 90'), Кондратюк, Чуланов, Картушов, Козак 84' (Кругляк 84'), Агапов 79' (Мачуленко 79') · Остались в запасе: Шевченко, Бовтрук, А. Малюк, Стеценко |                                                                                |                      |                                              |                                                          |

| 12 октября 2013 г. / суббота 14-й тур | «Десна»                                | 1:0 протокол (укр.). | «Николаев»                             | Украина, Чернигов                                                      |
| 17:00 | Картушов 90+3′ · Жук 68' · Смалько 74' | отчёт (укр.).        | · Песков 61' · Берко 70' · Брынько 72' | Стадион: им. Юрия Гагарина Зрителей: 1 100 Судья: Дяденко (Кировоград) |
| Десна: Федоренко, Жук, Мельник , Кавацив, Смалько, Щедраков, Гулордава 46' (Мачуленко 46'), Кондратюк 75' (Чуланов 75'), Кругляк 46' (Агапов 46'), Картушов, Козак 82' (А. Малюк 82') · Остались в запасе: Шевченко, Фурта, Бовтрук · Николаев: Товт, Песков 64' (Владов 64'), Сергийчук, Кучеренко, Найко, Луценко, Чучман 78' (Ковалёв 78'), Ордынский 52' (Берко 52'), Джгереная 80' (Каблаш 80'), Брынько, Булычёв · Остались в запасе: Восконян, Сухомлинов |                                        |                      |                                        |                                                                        |

| 19 октября 2013 г. / суббота 15-й тур | «Нефтяник-Укрнефть» (Ахтырка)                                                                                    | 2:1 протокол. Дата обращения: 5 ноября 2014. Архивировано из оригинала 6 ноября 2014 года. | «Десна»                              | Украина, Ахтырка                                          |
| 15:00 | Ермак 64′ (пен.) · Радионов 83′ · Башлай 10' · Светличный 31' · Прокопченко 55' · Бояринцев 66' · Разуваев 90+4' | отчёт.                                                                                     | Картушов 6′ · А. Малюк 40' · Жук 63' | Стадион: Нефтяник Зрителей: 1 500 Судья: Чижевский (Киев) |
| «Нефтяник-Укрнефть» (Ахтырка): Лавренюк, Бояринцев , Васильев, Ермак, Светличный, Артюх 83' (Разуваев 83'), Башлай, Зайчук, Левига 65' (Саванчук 65'), Прокопченко 69' (Павелько 69'), Яровенко 61' (Радионов 61') · Остались в запасе: Вокальчук, Антонюк, Кисиль · Десна: Федоренко, Жук 85' (Агапов 85'), Мельник , Кавацив, Смалько, Щедраков, Стеценко 67' (Чуланов 67'), А. Малюк 67' (Мачуленко 67'), Фурта 73' (Кондратюк 73'), Картушов, Козак · Остались в запасе: Шевченко, Рустамов, Бовтрук | |                                                                                            |                                      |                                                           |

#### 2-й круг
| 27 октября 2013 г. / воскресенье 16-й тур | «Динамо-2» (Киев)                                  | 0:1 протокол (укр.). | «Десна»                 | Украина, Киев                                          |
| 13:30 | Коркишко 64' · Юссуф 48' · Мякушко 58' · Рыжук 72' | отчёт.               | Фурта 82′ · Смалько 76' | Стадион: Динамо Зрителей: 500 Судья: Монзуль (Харьков) |
| «Динамо-2» (Киев): Волынец, Ягодинскис, Рыжук, Братков, Алиев 46' (Карп 46'), Мякушко 61' (Маик 61'), Спичка, Яремчук, ЮссуФ, Каверин, Коркишко · Остались в запасе: Тимофеев, Трубочкин, Цибульник, Диего Суарес, Черноморец · Десна: Федоренко, Жук, Картушов, Кавацив, Мачуленко 79' (Бовтрук 79'), Кондратюк 86' (Чуланов 86'), Мельник , Смалько, Щедраков, Чепурненко 90' (Стеценко 90'), Козак 80' (Фурта 80') · Остались в запасе: Шевченко, Гулордава, Рустамов |                                                    |                      |                         |                                                        |

| 3 ноября 2013 г. / воскресенье 17-й тур | «Десна»                                          | 1:0 протокол (укр.). | «Авангард» (Краматорск)                                                                                     | Украина, Чернигов                                                         |
| 15:00 | Кондратюк 81′ (пен.) · Агапов 57' · Картушов 70' | отчёт (укр.).        | · Ковалёв 24' · Поднебенной 46' 87' · Ямполь 51' · Тищенко 76' · Войтенко 78' · Пуговкин 80' · Печенкин 81' | Стадион: им. Юрия Гагарина Зрителей: 1 080 Судья: Москаленко (Кривой Рог) |
| Десна: Шевченко, Кавацив, Жук, Смалько, Кондратюк 86' (Чуланов 86'), Агапов 61' (Козак 61'), Чепурненко, Щедраков, Бовтрук 68' (Мачуленко 68'), Картушов, Мельник · Остались в запасе: Федоренко, Кругляк, А. Малюк, Рустамов · «Авангард» (Краматорск): Пуговкин, Ковалёв, Кравченко, Визавер , Резников 76' (Тищенко 76'), Войтенко, Швец, Поднебенной, Ямполь, Маленко 46' (Сангаре 46' 88' (Расков 88'), Свиридов 67' (Печенкин 67') · Остались в запасе: Жданков |                                                  |                      | |                                                                           |

| 9 ноября 2013 г. / суббота 18-й тур | «Титан» (Армянск)                                                            | 0:1 протокол (укр.). | «Десна»                                  | Украина, Армянск                                          |
| 13:30 | · Култышев 33' · Аблитаров 65' · Морозов 77' · Муховиков 79' · Кравченко 80' | отчёт.               | Картушов 36′ · Козак 31' · Кондратюк 43' | Стадион: Химик Зрителей: 1 200 Судья: Бондаренко (Одесса) |
| «Титан» (Армянск): Кошелев, Башлай, Аблитаров, Тарасенко, Гальчук, Нудный 70' (Морозов 70'), Соляник, Субочев 54' (Муховиков 54'), Култышев, Климентовский, Жигалов 46' (Кравченко 46') · Остались в запасе: Высоцкий, Менжега, Маслов, Кучеренко · Десна: Шевченко, Мачуленко 80' (Бовтрук 80'), Щедраков, Картушов, Смалько, Мельник , Кондратюк 84' (Чуланов 84'), Чепурненко 90' (А. Малюк 90'), Кавацив, Жук, Козак 89' (Агапов 89') · Остались в запасе: Федоренко, Стеценко, Рустамов |                                                                              |                      |                                          |                                                           |

| 16 ноября 2013 г. / суббота 19-й тур | «Десна»                                                          | 1:0 протокол (укр.). | «Гелиос» (Харьков)                                                                  | Украина, Чернигов                                                 |
| 13:30 | Кавацив 90′ · Козак 31' · Кавацив 45+2' · Щедраков 67' · Жук 87' | отчёт (укр.).        | · Собко 26' · Давыдов 36' · Борзенко 54' · Яценко 60' · Кравченко 80' · Качур 90+2' | Стадион: им. Юрия Гагарина Зрителей: 950 Судья: Новохатний (Киев) |
| Десна: Шевченко, Жук, Козак 80' (Агапов 80'), Кавацив, Чепурненко, Кондратюк 88' (Кругляк 88'), Смалько, Щедраков, Мельник , Картушов 90' (Чуланов 90'), Мачуленко 75' (Бовтрук 75') · Остались в запасе: Федоренко, Рустамов, А. Малюк · «Гелиос» (Харьков): Сидоренко, Борзенко , Налигач 90' (Чаус 90'), Яценко, Хамильтон-Роллингс 22' (Михайлюк 22'), Романенко 63' (Кравченко 63'), Задоя, Собко, Герасимец, Давыдов, Качур · Остались в запасе: Рябой, Дзвонка, Тистык |                                                                  |                      |                                                                                     |                                                                   |

| 23 ноября 2013 г. / суббота 20-й тур | «УкрАгроКом» (Головковка)                                             | 1:0 протокол (укр.). | «Десна»                                 | Украина, Александрия                                 |
| 14:00 | Пономарь 54′ · Бровкин 37' · Любчак 42' · Лозовой 45' · Покосенко 47' | отчёт (укр.).        | · Козак 22' · Смалько 25' · Мельник 77' | Стадион: Ника Зрителей: 350 Судья: Кутаков (Бровары) |
| «УкрАгроКом» (Головковка): Науменко, Ломко, Мамонов, Покосенко, Любчак, Степанюк, Батраченко 90' (Зайнчковский 90'), Лозовой 85' (Горбаненко 85'), Пономарь, Бровкин 75' (Боровский 75'), Фальковский 80' (Вдовиченков 80') · Остались в запасе: Николаев, Ляшенко, Данькив · Десна: Шевченко, Жук 70' (Чуланов 70'), Мельник , Кавацив, Смалько, Кондратюк 65' (Бовтрук 65'), Чепурненко, Щедраков, Козак 81' (Луценко 81'), Картушов, Мачуленко 90' (А. Малюк 90') · Остались в запасе: Федоренко, Рустамов, Стеценко |                                                                       |                      |                                         |                                                      |

| 29 марта 2014 г. / суббота 21-й тур | «Десна»      | 1:2 протокол (укр.). | «Полтава»                                 | Украина, Чернигов                                                   |
| 15:00 | Картушов 23′ | отчёт (укр.).        | Насибулин 41′ · Шевчук 74′ · Чеботаев 85' | Стадион: им. Юрия Гагарина Зрителей: 1 100 Судья: Бондарь (Харьков) |
| Десна: Федоренко, Стеценко, Мельник , Кавацив, Картушов 81' (Фурта 81'), Чуланов, Кондратюк 76' (Грицай 76'), Чепурненко 73' (Щедраков 73'), Крамар, Бовтрук 70' (Мачуленко 70'), Плешаков · Остались в запасе: шевченко, Бурлин, Агапов · Полтава: Кучинский, Зозуля , Бутенин, Парамонов, Чеботаев, Турчанов 85' (Поднебенной 85'), Лисовой, Насибулин 90' (Даудов 90'), Зеленевич 68' (Шаврин 68'), Шевчук, Хобленко 65' (Фомич 65') · Остались в запасе: Копалиани, Боровец |              |                      |                                           |                                                                     |

| 5 апреля 2014 г. / суббота 22-й тур | «Олимпик» (Донецк)                                   | 1:0 протокол (укр.). | «Десна»                      | Украина, Донецк                                         |
| 14:00 | Лебедь 67′ · Гришко 24' · Одинцов 26' · Дитятьев 54' | отчёт.               | · Мачуленко 22' · Агапов 34' | Стадион: Олимпик Зрителей: 500 Судья: Новохатний (Киев) |
| «Олимпик» (Донецк): Махарадзе, Иванов , Гришко, Дитятьев, Одинцов, Огиря, Лебедь, Иса 80' (Дорош 80'), Драченко 46' (Кадфи 46'), Алексанов 66' (Семенина 66'), Сытник 90' (Дудник 90') · Остались в запасе: Левченко, Заика, Гельзин · Десна: Федоренко, Бурлин 89' (Фурта 89'), Мельник , Кавацив, Козак 74' (Крамар 74'), Смалько, Мачуленко 74' (Бовтрук 74'), Чепурненко, Щедраков, Агапов 61' (Плешаков 61'), Грицай · Остались в запасе: Шевченко, Стеценко, Кондратюк |                                                      |                      |                              |                                                         |

| 12 апреля 2014 г. / суббота 23-й тур | «Десна»                                                             | 4:0 протокол (укр.). | «Сумы»             | Украина, Чернигов                                                    |
| 17:00 | Чепурненко 5′ · Плешаков 23′ · Кавацив 50′ · Фурта 80′ · Крамар 58' | отчёт (укр.).        | · Кременчуцкий 75' | Стадион: им. Юрия Гагарина Зрителей: 810 Судья: Бохняк (Севастополь) |
| Десна: Федоренко, Стеценко, Крамар 80' (Грицай 80'), Щедраков, Бовтрук, Чепурненко 75' (Кондратюк 75'), Смалько, Плешаков 65' (Фурта 65'), Мельник , Кавацив, Мачуленко 75' (Козак 75') · Остались в запасе: Шевченко, Бурлин, Картушов · Сумы: Денчук, Петрович, Котелюх , Бугаёв 86' (Одинец 86'), Давыдов, Кременчуцкий, Лебеденко, Рыбковский, Богачёв 46' (Брикнер 46'), Муховиков 68' (Превиато 68'), Тарасенко 82' (Ганжа 82') · Остались в запасе: Белошапка, Лещук |                                                                     |                      |                    |                                                                      |

| 18 апреля 2014 г. / пятница 24-й тур | «Сталь» (Алчевск)                                                                   | 3:2 протокол (укр.). | «Десна»                                                  | Украина, Алчевск                                           |
| 17:00 | Акименко 17′ 39′ · Трояновский 79′ · Батюшин 13' · Тимофеенко 66' · Трояновский 78' | отчёт.               | Чепурненко 10′ · Козак 24′ · Смалько 22' · Козак 66' 76' | Стадион: Сталь Зрителей: 1 200 Судья: Лисаковский (Одесса) |
| «Сталь» (Алчевск): Ганев, Тимофеенко, Максименко, Ковалёв, Хромых, Дегтярёв 85' (Гордя 85'), Трояновский, Батюшин, Леонов 51' (Батищев 51'), Сикорский 56' (Солдат 56'), Акименко · Остались в запасе: Пицан, Никитенко, Ермаков, Поступаленко · Десна: Федоренко, Стеценко, Крамар 72' (Деребчинский 72'), Щедраков 87' (Фурта 87'), Картушов, Чепурненко, Смалько 83' (Бовтрук 83'), Козак, Мельник , Кавацив, Мачуленко 55' (Грицай 55') · Остались в запасе: Шевченко, Кондратюк, Бурлин |                                                                                     |                      |                                                          |                                                            |

| 27 апреля 2014 г. / воскресенье 25-й тур | «Десна»                                                       | 3:0 протокол (укр.). | «Буковина» (Черновцы) | Украина, Чернигов                                                   |
| 17:00 | Деребчинский 48′ · Бовтрук 52′ · Фурта 90+2′ · Чепурненко 88' | отчёт (укр.).        |                       | Стадион: им. Юрия Гагарина Зрителей: 1 055 Судья: Кривоносов (Киев) |
| Десна: Федоренко, Стеценко 46' (Фурта 46'), Чуланов, Бовтрук 84' (Плешаков 84'), Крамар, Чепурненко, Деребчинский 71' (Агапов 71'), Бурлин, Мельник , Картушов 78' (Смалько 78'), Кондратюк · Остались в запасе: шевченко, Кавацив, Щедраков · «Буковина» (Черновцы): Одольский, Жовтюк, Лисюк, Темеривский, Маковийчук , Ильин 68' (Пислар 68'), Орловский 80' (М. Косован 80'), Пантя, Немтинов 56' (Блажко 56'), Степанков 56' (Головачук 56'), Палагнюк · Остались в запасе: Бахтияров, Бульбук, Найко |                                                               |                      |                       |                                                                     |

| 4 мая 2014 г. / воскресенье 26-й тур | «Нива» (Тернополь)                                               | 0:1 протокол (укр.). | «Десна»                                                              | Украина, Тернополь                                      |
| 17:00 | · И. Мельник 22' · Яворский 26' 59' · Донец 64' · Петривский 67' | отчёт (укр.).        | Плешаков 51′ · Плешаков 35' · Фурта 54' · Бовтрук 63' · Щедраков 77' | Стадион: ГС Зрителей: 2 500 Судья: Митровский (Ужгород) |
| «Нива» (Тернополь): Новак, Романюк 61' (Загинайлов 61'), Лазорик, Донец , Гринченко, Петривский, Малыш, Яворский, Семенюк, Сворак 46' (Панас 46'), И. Мельник · Остались в запасе: Иванов, Бадло, Сахнюк · Десна: Федоренко, Бурлин, Кавацив, В. Мельник , Смалько, Щедраков, Чепурненко, Крамар, Бовтрук 85' (Мачуленко 85'), Фурта 74' (Козак 74'), Плешаков 89' (Агапов 89') · Остались в запасе: Шевченко, Чуланов, Кондратюк, Грицай |                                                                  |                      |                                                                      |                                                         |

| 11 мая 2014 г. / воскресенье 27-й тур | «Александрия»                                                          | 0:1 протокол (укр.). | «Десна»                                                   | Украина, Александрия                           |
| 18:30 | · Сухоцкий 16' · Иващенко 45' · Микицей 75' · Банада 79' · Басов 90+3' | отчёт.               | Чепурненко 80′ · Смалько 29' · Щедраков 34' · Бовтрук 59' | Стадион: Ника Зрителей: 0 Судья: Саик (Одесса) |
| Александрия: Зарубин, Сухоцкий, Иващенко 65' (Локтионов 65'), Запорожан , Голенков 69' (Бидловский 69'), Грицук 82' (Зейналов 82'), Шендрик, Старенький 71' (Кича 71'), Микицей, Банада, Басов · Остались в запасе: Рудык, Имереков, Озаркив · Десна: Федоренко, Бурлин, Кавацив, Мельник , Смалько 46' (Чуланов 46'), Щедраков, Чепурненко, Крамар, Бовтрук 59' (Картушов 59'), Козак 88' (Кондратюк 88'), Плешаков 68' (Деребчинский 68') · Остались в запасе: Шевченко, Мачуленко, Фурта |                                                                        |                      |                                                           |                                                |

| 17 мая 2014 г. / суббота 28-й тур | «Десна»                                                     | 2:4 протокол (укр.). | «Звезда» (Кировоград)                                                                   | Украина, Чернигов                                               |
| 18:00 | Чепурненко 2′ 28′ · Картушов 64' · Кавацив 67' · Крамар 71' | отчёт (укр.).        | Чичиков 23′ · Г. Баранец 35′ · Чичиков 39′ · Фатеев 81′ · Мостовой 36' · Г. Баранец 90' | Стадион: им. Юрия Гагарина Зрителей: 1 030 Судья: Павлюк (Киев) |
| Десна: Федоренко, Бурлин, Кавацив, Мельник , Смалько, Щедраков, Чепурненко, Мачуленко 46' (Крамар 46'), Картушов 85' (Чуланов 85'), Кондратюк 68' (Бовтрук 68'), Плешаков 76' (Деребчинский 76') · Остались в запасе: Шевченко, Стеценко, Агапов · «Звезда» (Кировоград): Козаченко, Мостовой, Бочкур 66' (Галенко 66'), Родина, Сокуренко, Фатеев, Загальский 76' (Рожок 76'), Г. Баранец, Чередниченко, Осадчий 84' (Самойленко 84'), Чичиков 90' (Титов 90') · Остались в запасе: Поштаренко, Степанов, Бурдиян |                                                             |                      |                                                                                         |                                                                 |

| 22 мая 2014 г. / четверг 29-й тур | «Николаев»                                                   | 0:1 протокол (укр.). | «Десна»                                                                           | Украина, Николаев                                    |
| 17:00 | · Велиев 5' · Р. Луценко 12' · Александров 15' · Толстяк 42' | отчёт.               | Чепурненко 16′ (пен.) · Щедраков 36' · Бовтрук 38' · Кавацив 52' · Чепурненко 90' | Стадион: ЦГС Зрителей: 1 100 Судья: Чижевский (Киев) |
| Николаев: Восконян, Чаус, Р. Луценко, Чернопиский, Куприй, Рябченко , Толстяк, Берко 83' (А. Шиманец 83'), Александров 69' (К. Шиманец 69'), Федорченко 75' (Гранковский 75'), Велиев · Остались в запасе: Шилов, Барталёв, Попов, Котов · Десна: Федоренко, Стеценко, Кавацив, Мельник , Смалько, Щедраков, Чепурненко, Грицай 69' (Крамар 69'), Козак 80' (Мачуленко 80'), Бовтрук 90' (Чуланов 90'), Агапов 73' (Деребчинский 73') · Остались в запасе: Шевченко, Бурлин, Плешаков |                                                              |                      |                                                                                   |                                                      |

| 31 мая 2014 г. / суббота 30-й тур | «Десна»                        | 0:1 протокол (укр.). | «Нефтяник-Укрнефть» (Ахтырка)                        | Украина, Чернигов                                                    |
| 18:00 | · Смалько 61' · Чепурненко 61' | отчёт (укр.).        | Башлай 42′ · Антонюк 29' · Башлай 61' · Павелько 68' | Стадион: им. Юрия Гагарина Зрителей: 1 000 Судья: Миланич (Николаев) |
| Десна: Федоренко, Стеценко 65' (Кондратюк 65'), Бурлин, Мельник , Смалько 89' (Грицай 89'), Чуланов, Чепурненко, Крамар, Картушов, Козак 73' (Фурта 73'), Плешаков 79' (Деребчинский 79') · Остались в запасе: Шевченко, Мачуленко, Агапов · «Нефтяник-Укрнефть» (Ахтырка): Вокальчук , Циколия, Бояринцев, Зайчук, Вечтомов, Башлай, Антонюк 90' (Кисиль 90'), Павелько 90' (Зозуля 90'), Г. Пасич, Вайда 87' (Саванчук 87'), Радионов 85' (Левига 85') · Остались в запасе: Шведченко, Разуваев, Прокопченко |                                |                      |                                                      |                                                                      |

### Статистика выступлений команды в чемпионате

#### Общая статистика выступлений
| Итого | Итого | Итого | Итого | Итого | Итого | Итого | Итого | Дома | Дома | Дома | Дома | Дома | Дома | На выезде | На выезде | На выезде | На выезде | На выезде | На выезде |
| И     | О     | В     | Н     | П     | МЗ    | МП    | РМ    | В    | Н    | П    | МЗ   | МП   | РМ   | В         | Н         | П         | МЗ        | МП        | РМ        |
| ----- | ----- | ----- | ----- | ----- | ----- | ----- | ----- | ---- | ---- | ---- | ---- | ---- | ---- | --------- | --------- | --------- | --------- | --------- | --------- |
| 30    | 44    | 14    | 2     | 14    | 33    | 27    | +6    | 9    | 1    | 5    | 23   | 12   | +11  | 5         | 1         | 9         | 10        | 15        | −5        |

#### Результаты по турам[54]
| Тур   | 01 | 02 | 03 | 04 | 05 | 06 | 07 | 08 | 09 | 10 | 11 | 12 | 13 | 14 | 15 | 16 | 17 | 18 | 19 | 20 | 21 | 22 | 23 | 24 | 25 | 26 | 27 | 28 | 29 | 30 |
| ----- | -- | -- | -- | -- | -- | -- | -- | -- | -- | -- | -- | -- | -- | -- | -- | -- | -- | -- | -- | -- | -- | -- | -- | -- | -- | -- | -- | -- | -- | -- |
| Поле  | Д  | В  | Д  | В  | Д  | В  | Д  | В  | Д  | В  | Д  | Д  | В  | Д  | В  | В  | Д  | В  | Д  | В  | Д  | В  | Д  | В  | Д  | В  | В  | Д  | В  | Д  |
| Итог  | Н  | П  | В  | П  | В  | П  | П  | П  | П  | П  | В  | В  | Н  | В  | П  | В  | В  | В  | В  | П  | П  | П  | В  | П  | В  | В  | В  | П  | В  | П  |
| Место | 7  | 13 | 7  | 11 | 7  | 11 | 13 | 14 | 15 | 16 | 14 | 11 | 11 | 9  | 12 | 9  | 8  | 6  | 6  | 5  | 7  | 9  | 7  | 10 | 6  | 5  | 5  | 6  | 5  | 5  |

Источник: Матчи; Сергей Кириченко, [[UA-Футбол]].

Поле: Д = дома; В = на выезде. Итог: Н = ничья; П = команда проиграла; В = команда выиграла; О = матч отложен.

#### График движения команды в таблице чемпионата по турам[54]
| 7 |

| 13 |

| 7 |

| 11 |

| 7 |

| 11 |

| 13 |

| 14 |

| 15 |

| 16 |

| 14 |

| 11 |

| 11 |

| 9 |

| 12 |

| 9 |

| 8 |

| 6 |

| 6 |

| 5 |

| 7 |

| 9 |

| 7 |

| 10 |

| 6 |

| 5 |

| 5 |

| 6 |

| 5 |

| 5 |

| FavBet Лига 1 | Место в таблице |

| FavBet Лига 1 | Место в таблице |

## Кубок Украины

### Матчи[54]
| 7 августа 2013 г. / среда 2-й предварительный этап | «Энергия» (Новая Каховка)               | 1:3 протокол (укр.). | «Десна»                                               | Украина, Новая Каховка                              |
| 18:00 | Цвик 90′ · Скоцкий 73' · Горбачёв 90+2' | отчёт.               | А. Малюк 4′ · Агапов 72′ · Картушов 90+1′ · Фурта 86' | Стадион: Энергия Зрителей: 805 Судья: Саик (Одесса) |
| «Энергия» (Новая Каховка): Остапенко, Черний, Соловьёв, Горбачёв, Арутюнян, Ковальчук 54' (Щербина 54'), Логвиненко, Гарибян 76' (Рыженко 76'), Черняев 63' (Мостипан 63'), Скоцький, Цвик · Остались в запасе: Зелинский, Шешеня, Комягин, Муковозов · Десна: Шевченко, Чуланов, Белый, Кавацив, Стеценко, Чепурненко , Козак 61' (Картушов 61'), А. Малюк 73' (Кондратюк 73'), Гулордава 69' (Агапов 69'), Жук, Фурта · Остались в запасе: Федоренко, Мачуленко |                                         |                      |                                                       |                                                     |

| 25 сентября 2013 г. / среда 1/16 финала | «Горняк» (Кривой Рог)                                       | 1:2 (доп. вр.)   | «Десна»                                     | Украина, Кривой Рог                                      |
| 15:30 | Сахнюк 79′ · Ходуля 16' 90+4' · Гвоздевич 40' · Ильяшов 63' | протокол (укр.). | Картушов 55′ · Мельник 114′ · Федоренко 71' | Стадион: Металлург Зрителей: 500 Судья: Пенюшин (Одесса) |
| «Горняк» (Кривой Рог): Гурин , Васильев, Ходуля, Павлов, Голуб, Бука 55' (Довбун 55'), Гвоздевич 76' (Горват 76'), Рябов, Григорик, Сахнюк, Ильяшов · Остались в запасе: Фельде, Христусь, Давыденко, Пашковский, Сухоруков · Десна: Федоренко, Жук, Мельник , Кавацив, Смалько, Щедраков, Кондратюк, Гулордава 70' (Чуланов 70'), Мачуленко 76' (Бовтрук 76'), Картушов, Козак 113' (А. Малюк 113') · Остались в запасе: Шевченко, Фурта, Стеценко, Агапов |                                                             |                  |                                             |                                                          |

| 30 октября 2013 г. / среда 1/8 финала | «Десна»                     | 1:1 (доп. вр.) (5:4 пен.)                  | «Металлург» (Запорожье)                                                | Украина, Чернигов                                                       |
| 17:00 | Мачуленко 92′ · Смалько 44' | протокол (укр.). отчёт (укр.).             | Штурко 108′ · Максимов 48' · Тейку 55' · Монахов 88' · Коротецкий 110' | Стадион: им. Юрия Гагарина Зрителей: 5 250 Судья: Яблонский (Тернополь) |
| | Пенальти                    |                                            |                                                                        |                                                                         |
| Чепурненко · Картушов · Кондратюк · Кавацив · Чуланов |                             | Жуниор · Тейку · Матяж · Максимов · Штурко |                                                                        |                                                                         |
| Десна: Федоренко, Жук 120+1' (Кондратюк 120+1'), Мельник , Кавацив, Смалько, Щедраков, Чуланов, Чепурненко, Картушов, Бовтрук 84' (Мачуленко 84'), Фурта 77' (Козак 77') · Остались в запасе: Шевченко, Стеценко, Рустамов, А. Малюк · «Металлург» (Запорожье): Грдличка, Тейку, Максимов, Коротецкий, Годин 74' (Лазарович 74'), Шевчук 66' (Леонардо 66'), Рудыка , Монахов 99' (Матяж 99'), Штурко, Жуниор, Опанасенко · Остались в запасе: Старцев, Юсов, Гавриш, Сержинью |                             |                                            |                                                                        |                                                                         |

| 26 марта 2014 г. / среда 1/4 финала | «Десна»       | 0:2 протокол (укр.). | «Шахтёр» (Донецк)                                    | Украина, Чернигов                                                 |
| 14:00 | · Кавацив 51' | отчёт (укр.).        | Кобин 48′ · Эдуардо 50′ · Кобин 65' · Степаненко 75' | Стадион: им. Юрия Гагарина Зрителей: 14 150 Судья: Скрипак (Киев) |
| Десна: Федоренко, Стеценко, Мельник , Кавацив, Смалько, Чуланов, Чепурненко 58' (Кондратюк 58'), Крамар, Бовтрук 73' (Плешаков 73'), Картушов 83' (Грицай 83'), Козак · Остались в запасе: Шевченко, Бурлин, Фурта, Агапов · «Шахтёр» (Донецк): Каниболоцкий, Кобин, Воловик, Кривцов, Исмаили, Степаненко, Илсиньо 74' (Фернандо 74'), Тайсон 68' (Луис Адриано 68'), Алекс Тейшейра 63' (Дуглас Коста 63'), Эдуардо, Феррейра · Остались в запасе: Пятов, Срна, Соболь, Кучер |               |                      |                                                      |                                                                   |